# Saison 2012-2013 du Stade brestois 29
Maillots
Dernière mise à jour : 20 mai 2012.
Chronologie
Saison précédente Saison suivante
La saison 2012-2013 du Stade brestois 29, club de football français, voit le club évoluer en Ligue 1 pour la troisième saison depuis la montée en 2010.

## Déroulement de la saison

### Avant saison

#### Préparation de la saison
Le 22 mai 2012, le centre de formation du Stade brestois est agréé par la fédération française de football.

#### Matches de préparation
| Date         | Adversaire                               | Lieu          | Résultat | Buteurs Brest                        | Affluence | Rapport |
| 07 / 07 / 12 | ESTAC (L1)                               | Morzine       | 0 - 0    |                                      | 300       |         |
| 11 / 07 / 12 | FC Sochaux-Montbéliard (L1)              | Samoëns       | 1 - 1    | Baysse 7e                            |           |         |
| 14 / 07 / 12 | FC Lorient (L1)                          | Plouescat     | 1 - 1    |                                      | 1700      |         |
| 18 / 07 / 12 | Angers SCO (L2)                          | Carhaix       | 0 - 0    |                                      |           |         |
| 21 / 07 / 12 | EA Guingamp (L2)                         | Landerneau    | 1 - 4    | Baysse 8e                            | 2000      |         |
| 25 / 07 / 12 | Stade rennais (L1)                       | Morlaix       | 3 - 1    | Dernis 60e Lorenzi 65e Ben Basat 89e | 3500      |         |
| 28 / 07 / 12 | GSI Pontivy (CFA)                        | Saint-Thuriau | 2- 1     | Rousseau 58e Khaled 63e              | 400       |         |
| 04 / 08 / 12 | Clube Desportivo Nacional ( Liga Sagres) | Brest         | 0- 2     |                                      |           |         |

### Trêve hivernale
| Date         | Adversaire                                | Lieu      | Résultat | Buteurs Brest             | Affluence | Rapport |
| 02 / 01 / 13 | Stade Plabennecois Football (CFA-GroupeD) | Plabennec | 2 - 1    | Benschop 38e Benschop 77e |           |         |

## Transferts

### Été 2012

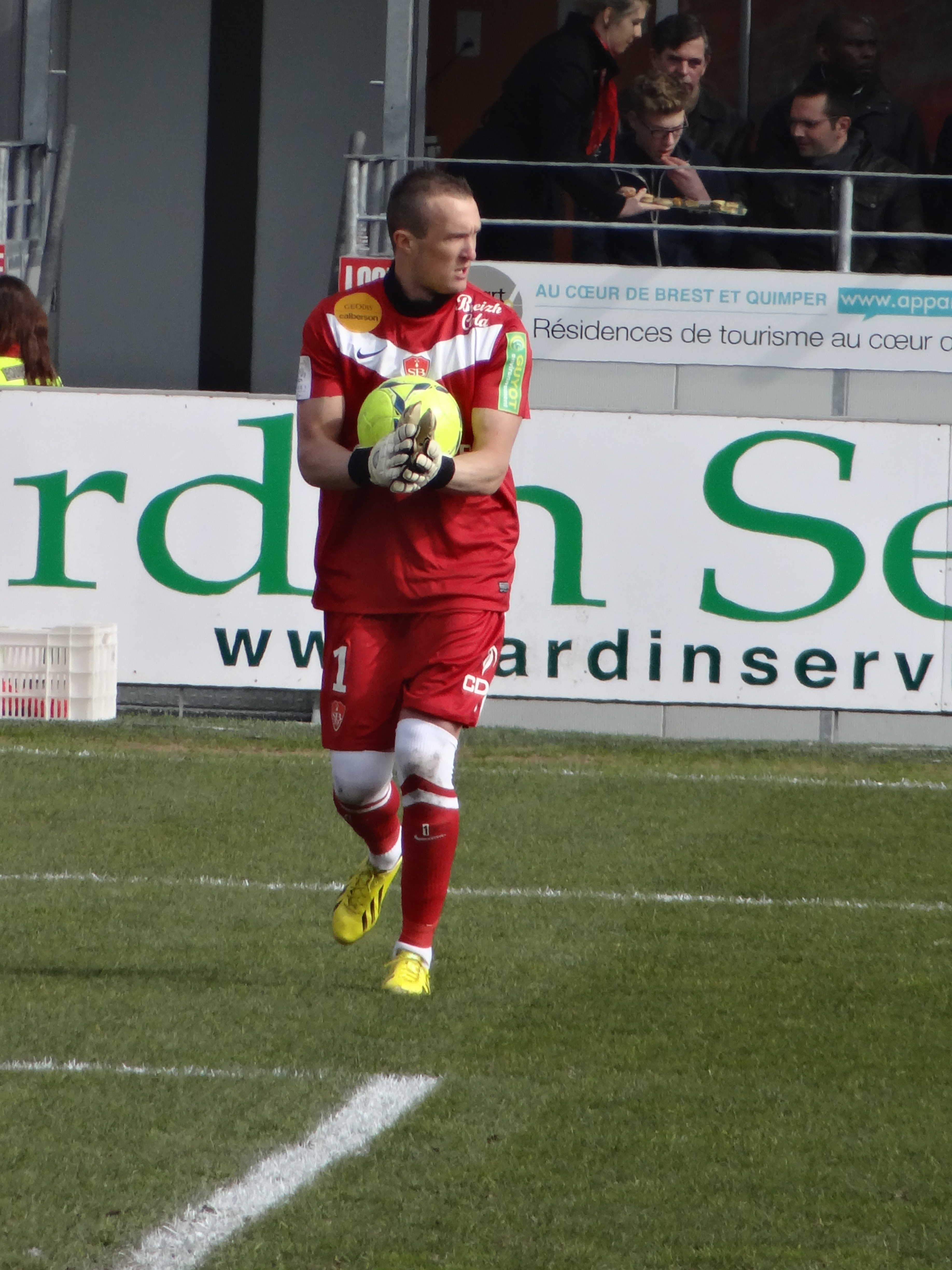
Alexis Thébaux, une des recrues du Stade brestois.

France-Football annonce dès le 22 mai que le latéral sénégalais Omar Daf (35 ans) s'engage pour une saison au FC Sochaux, le club où il a joué pendant douze ans, après trois saisons à Brest.
Parmi les joueurs en fin de contrat : Romain Poyet, Oscar Ewolo, Omar Daf, Grégory Lorenzi, Santiago Gentiletti, Steeve Elana, Yoann Bigné, Jonathan Zebina et Joan Hartock, le club indique avoir proposé une prolongation à Grégory Lorenzi, Jonathan Zebina et Joan Hartock. Steeve Elana a quant à lui immédiatement refusé de prolonger,. Steeve Elana rejoint ainsi le LOSC.
Il est finalement annoncé dans la presse que Jonathan Zebina quitte aussi Brest, bien que celui-ci n'ait pas encore refusé sa proposition de prolongation. Grégory Lorenzi et Joan Hartock acceptent finalement la prolongation de leurs contrats.
Les joueurs sous contrats, Moïse Brou Apanga, Tomáš Mičola et Richard Soumah de retour de prêt, ont un bon de sortie.
Cinq recrues, une par ligne, sont par ailleurs annoncées pour le mercato. Des contrats professionnels ont aussi été proposés aux jeunes de moins de 20 ans : Abel Khaled (milieu offensif, 19 ans), Adama Ba (attaquant, 18 ans) et Mathieu Kervestin (gardien, 19 ans). Ils signent tous pour 3 ans.
Michel Bucquet, un ancien de la maison, devient manager général du club. Olivier Cloarec, directeur général du Vannes OC, revient au club, chargé du suivi administratif du futur centre de formation du club.
Le staff technique d'Alex Dupont n'est pas conservé par la direction du club, à savoir son adjoint Christophe Forest, l'entraîneur des gardiens Julien Lachuer et le préparateur physique Nicolas Locussol.
Landry Chauvin, qui a résilié son contrat au FC Nantes, signe pour deux ans (+ une année en option si maintien) en remplacement d'Alex Dupont et de l'intérim effectué en fin de saison dernière par Corentin Martins. C'est sa première expérience à ce niveau, après un poste d'entraîneur adjoint au Stade rennais et des expériences en Ligue 2 à Sedan et Nantes. Il est rejoint par Hervé Guégan, ancien directeur du centre de formation du FC Lorient, comme entraîneur-adjoint, et Raphaël Fèvre, ancien préparateur physique du PSG. Eric Leroy, issu du club, devient le nouvel entraîneur des gardiens. Tout le staff signe un contrat de 2 ans.
La première recrue du club vient du CS Sedan Ardennes, le défenseur central Ismaël Traoré en fin de contrat, signe pour 3 ans au stade brestois. L'ancien international Bernard Mendy est la deuxième recrue du club, en provenance d'OB Odense au Danemark, il signe un contrat de 2 ans le 25 juin. En ce même jour, le club annonce l'arrivée de Geoffrey Dernis qui signe un contrat de deux ans. Le mardi 3 juillet, Brest annonce la venue de Kamel Chafni pour 3 ans et de Charlison Benschop qui lui signe 4 ans ; le club annonce également la prolongation du prêt d'Abdoulwhaid Sissoko. Le 8 juillet, un communiqué annonce l'arrivée du gardien Alexis Thébaux en provenance du SM Caen. Le 27 août, le journal l'Équipe dévoile que Tomáš Mičola va s'engager avec le SK Slavia Prague pour un contrat de 2 ans. Le 5 octobre, le stade brestois annonce la résiliation du contrat du défenseur Moïse Brou Apanga qui signe pour le club gabonais de MangaSport.
Détails des transferts de la période estivale - Départs :
| Joueur              | Nationalité         | Poste             | Club                   | Pays               | Division                         | ___                                                               |
| Omar Daf            | Sénégal             | Arrière latéral   | FC Sochaux             | France             | Ligue 1                          | Fin de contrat - contrat 1 an                                     |
| Oscar Ewolo         | République du Congo | Milieu défensif   | Stade lavallois        | France             | Ligue 2                          | Fin de contrat - contrat 1 an                                     |
| Yoann Bigné         | France              | Milieu défensif   |                        |                    |                                  | Fin de contrat                                                    |
| Steeve Elana        | France              | Gardien           | Lille OSC              | France             | Ligue 1                          | Fin de contrat - contrat 3 ans                                    |
| Romain Poyet        | France              | Attaquant         | Stade Malherbe Caen    | France             | Ligue 2                          | Fin de contrat - contrat 2 ans                                    |
| Issam Jemâa         | Tunisie             | Attaquant         | AJ Auxerre             | France             | Ligue 2                          | Retour de prêt à Auxerre puis transfert au Koweït SC              |
| Abdoulwhaid Sissoko | France              | Milieu défensif   | Udinese                | Italie             | Serie A                          | Retour de prêt à l'Udinese, puis renouvellement du prêt pour 1 an |
| Santiago Gentiletti | Argentine / Italie  | Défenseur central | San Lorenzo de Almagro | Argentine          | Primera División                 | Fin de prêt                                                       |
| Jonathan Zebina     | France              | Défenseur central | Toulouse FC            | France             | Ligue 1                          | Fin de contrat - contrat 2 ans                                    |
| Tomáš Mičola        | République tchèque  | Attaquant         | SK Slavia Prague       | République tchèque | Gambrinus Liga                   | Transfert 500k€- contrat 2 ans + 1 an option                      |
| Moïse Brou Apanga   | Gabon               | défenseur         | MangaSport             | Gabon              | Championnat du Gabon de football | résiliation de contrat                                            |

Détails des transferts de la période estivale - Arrivées :
| Joueur              | Nationalité            | Poste                   | Club              | Pays     | Division        | ___                                         |
| Adama Ba            | Mauritanie             | Attaquant               | Stade brestois B  | France   | CFA 2           | Premier contrat professionnel - 3 ans       |
| Abel Khaled         | France                 | Milieu offensif         | Stade brestois    | France   | Ligue 1         | Premier contrat professionnel - 3 ans       |
| Mathieu Kervestin   | France                 | Gardien                 | Stade brestois B  | France   | CFA 2           | Premier contrat professionnel - 3 ans       |
| Richard Soumah      | Guinée                 | Milieu offensif         | Angers SCO        | France   | Ligue 2         | Retour de prêt                              |
| Ismaël Traoré       | France / Côte d'Ivoire | Défenseur central       | CS Sedan Ardennes | France   | Ligue 2         | Libre - contrat de 3 ans                    |
| Bernard Mendy       | France                 | Défenseur latéral droit | Odense Boldklub   | Danemark | Ligue 1 danoise | Libre - contrat de 2 ans                    |
| Geoffrey Dernis     | France                 | Milieu polyvalent       | Montpellier HSC   | France   | Ligue 1         | Libre - contrat de 2 ans                    |
| Kamel Chafni        | Maroc                  | Milieu polyvalent       | AJ Auxerre        | France   | Ligue 1         | Libre - contrat de 3 ans                    |
| Charlison Benschop  | Pays-Bas               | Attaquant               | AZ Alkmaar        | Pays-Bas | Eredivisie      | 1.3M€ - contrat de 4 ans                    |
| Abdoulwhaid Sissoko | France                 | Milieu défensif         | Udinese           | Italie   | Serie A         | prêt 1 an                                   |
| Alexis Thébaux      | France                 | Gardien de but          | SM Caen           | France   | Ligue 1         | 1,2 M€ - contrat de 2 ans (+1 an en option) |

### Hiver 2012
Lors d'un match de reprise, Paul Baysse se blesse 6 mois. L'arrivée d'un défenseur est pressenti. Florian Lejeune est recruté sous la forme d'un prêt avec o.a. Quelques jours avant, Florian Raspentino, en manque de temps de jeu à l'OM se fait lui aussi prêter à Brest mais sans o.a. Le 22 janvier, le départ de Grégory Lorenzi vers Mons est acté. Ce même-jour, l'espoir brestois André Auras signe son premier contrat professionnel. le jour suivant, le défenseur Timothée Dieng fera de même.
Détails des transferts de la période hivernale - Départs :
| Joueur           | Nationalité | Poste           | Club           | Pays     | Division           | ___                                              |
| Grégory Lorenzi  | France      | Défenseur       | RAEC Mons      | Belgique | Jupiler Pro League | Laissé libre - contrat 2 ans 1/2                 |
| Dialo Guidileye  | France      | Milieu défensif | LB Châteauroux | France   | Ligue 2            | Prêt 6 mois                                      |
| Eden Ben Basat   | Israël      | Attaquant       | Toulouse FC    | France   | Ligue 1            | Transfert entre 0,5 et 1,5 M€- contrat 3 ans 1/2 |
| John Jairo Culma | Colombie    | Milieu défensif |                |          |                    | Résiliation de contrat à l'amiable en avril 2013 |

Détails des transferts de la période hivernale - Arrivées :
| Joueur             | Nationalité     | Poste             | Club                   | Pays       | Division       | ___                              |
| Florian Raspentino | France/ Algérie | Attaquant         | Olympique de Marseille | France     | Ligue 1        | Prêt 6 mois sans o.a.            |
| Florian Lejeune    | France          | Défenseur         | Villarreal CF          | Espagne    | Liga Adelante  | Prêt 6 mois avec o.a.            |
| André Auras        | France/ Sénégal | Milieu défensif   | Stade brestois B       | France     | CFA2           | Premier contrat pro de 2 saisons |
| Timothée Dieng     | France          | défenseur central | Stade brestois B       | France     | CFA2           | Premier contrat pro de 2 saisons |
| Magaye Gueye       | France/ Sénégal | Attaquant         | Everton FC             | Angleterre | Premier League | Prêt 5 mois sans o.a.            |

## Équipe type
Il s'agit de la formation la plus courante rencontrée en championnat (établie à partir du temps de jeu de chaque joueur).

## Effectif complet
Stagiaires : Endhoumou Chanfi, Andy Pinçon, Francis Longomba, Arthur Desmas
Aspirants : Gautier Larsonneur, Cheikh Diop, Corentin Jacob, Geoffrey Lidouren, Corentin Le Huerrou, Florent Crenn

## Dirigeants
- Président : Michel Guyot  France
- Vice-président : Yvon Kermarec  France
- Manager général : Michel Bucquet  France
- Directeur sportif : Corentin Martins  France
- Responsable administratif du projet de centre de formation : Olivier Cloarec  France

Autres membres du staff technique :
- Jean Le Guen, Intendant
- Jean-Pierre Ratajczak, Intendant
- Miguel d'Agostino (en), Superviseur

## Rencontres de la saison

### Ligue 1
mise à jour en date du : 23 septembre 2012 
| Date          | Journée | Adversaire               | Lieu | Résultat | Buteurs Brest                            | Points | Place | Affluence | % remplissage |
| Matchs Aller  |         |                          |      |          |                                          |        |       |           |               |
| 11 / 08 / 12  | 1       | AS Nancy-Lorraine        | ext. | 1-0      |                                          | 0      | 18e   | 13285     | 66,1 %        |
| 18 / 08 / 12  | 2       | Évian Thonon Gaillard FC | dom. | 1-0      | Baysse 91e                               | 3      | 10e   | 11588     | 74,4 %        |
| 26 / 08 / 12  | 3       | AS Saint-Etienne         | ext. | 4-0      |                                          | 3      | 14e   | 20881     | 78,1 %        |
| 01 / 09 / 12  | 4       | ES Troyes AC             | dom. | 2-1      | Ben Basat 10e Dernis 94e                 | 6      | 10e   | 11059     | 71 %          |
| 15 / 09 / 12  | 5       | OGC Nice                 | ext. | 4-2      | Ayité 78e (pen.) Baysse 93e              | 6      | 13e   | 9148      | 48,9 %        |
| 22 / 09 / 12  | 6       | Valenciennes FC          | dom. | 2-1      | Ayité 60e Ben Basat 76e (pen.)           | 9      | 8e    | 10627     | 68,2 %        |
| 29 / 09 / 12  | 7       | AC Ajaccio               | ext. | 1-0      |                                          | 9      | 10e   |           |               |
| 07 / 10 / 12  | 8       | Girondins de Bordeaux    | dom. | 1-1      | Ben Basat 37e                            | 10     | 12e   | 11158     |               |
| 21 / 10 / 12  | 9       | Olympique lyonnais       | ext. | 1-0      |                                          | 10     | 14e   |           |               |
| 27 / 10 / 12  | 10      | Toulouse FC              | ext. | 3-1      | Lesoimier 75e                            | 10     | 16e   |           |               |
| 02 / 11 / 12  | 11      | FC Lorient               | dom. | 2-0      | Ben Basat 14e Benschop 93e               | 13     | 13e   | 12759     |               |
| 10 / 11 / 12  | 12      | LOSC Lille Métropole     | ext. | 1-0      |                                          | 13     | 16e   |           |               |
| 17 / 11 / 12  | 13      | SC Bastia                | dom. | 3-0      | Touré 45e 67e Ben Basat 61e (pen.)       | 16     | 12e   | 11057     |               |
| 24 / 11 / 12  | 14      | Stade de Reims           | ext. | 0-0      |                                          | 17     | 13e   |           |               |
| 02 / 12 / 12  | 15      | Olympique de Marseille   | dom. | 1-2      | Benschop 42e                             | 17     | 14e   | 13904     |               |
| 08 / 12 / 12  | 16      | Stade rennais FC         | ext. | 2-2      | Lesoimier 71e Benschop 87e               | 18     | 14e   |           |               |
| 12 / 12 / 12  | 17      | Montpellier HSC          | dom. | 1-2      | Ben Basat 61e                            | 18     | 16e   | 10668     |               |
| 15 / 12 / 12  | 18      | FC Sochaux-Montbéliard   | ext. | 1-2      | Chafni 63e Ben Basat 77e                 | 21     | 13e   |           |               |
| 21 / 12 / 12  | 19      | Paris Saint-Germain      | dom. | 0-3      |                                          | 21     | 14e   | 15101     | 100 %         |
| Matchs Retour |         |                          |      |          |                                          |        |       |           |               |
| 12 / 01 / 13  | 20      | Évian Thonon Gaillard FC | ext. | 0-2      | Ben Basat 15e (pen.) Grougi 90+2e        | 24     | 14e   |           |               |
| 19 / 01 / 13  | 21      | AS Saint-Etienne         | dom. | 0-1      |                                          | 24     | 14e   | 11248     |               |
| 26 / 01 / 13  | 22      | ES Troyes AC             | ext. | 2-1      | Ben Basat 61e                            | 24     | 14e   |           |               |
| 02 / 02 / 13  | 23      | OGC Nice                 | dom. | 0-2      |                                          | 24     | 15e   | 11273     |               |
| 09 / 02 / 13  | 24      | Valenciennes FC          | ext. | 2-1      | Raspentino 91e                           | 24     | 15e   |           |               |
| 16 / 02 / 13  | 25      | AC Ajaccio               | dom. | 1-1      | Raspentino 12e                           | 25     | 16e   | 12067     |               |
| 24 / 02 / 13  | 26      | Girondins de Bordeaux    | ext. | 0-2      | Trémoulinas 19e (csc) Kantari 83e (pen.) | 28     | 14e   |           |               |
| 03 / 03 / 13  | 27      | Olympique lyonnais       | dom. | 1-1      | Chafni 8e                                | 29     | 15e   | 11924     |               |
| 09 / 03 / 13  | 28      | Toulouse FC              | dom. | 0-1      |                                          | 29     | 15e   | 12913     |               |
| 16 / 03 / 13  | 29      | FC Lorient               | ext. | 4-0      |                                          | 29     | 17e   |           |               |
| 31 / 03 / 13  | 30      | LOSC Lille Métropole     | dom. | 1-2      | Raspentino 10e                           | 29     | 18e   | 11838     |               |
| 06 / 04 / 13  | 31      | SC Bastia                | ext. | 4-0      |                                          | 29     | 19e   |           |               |
| 13 / 04 / 13  | 32      | Stade de Reims           | dom. | 0-2      |                                          | 29     | 19e   | 11937     |               |
| 20 / 04 / 13  | 33      | Olympique de Marseille   | ext. | 1-0      |                                          | 29     | 19e   |           |               |
| 27 / 04 / 13  | 34      | Stade rennais FC         | dom. | 0-2      |                                          | 29     | 19e   | 11573     |               |
| 04 / 05 / 13  | 35      | Montpellier HSC          | ext. | 2-1      | Raspentino 19e                           | 29     | 20e   |           |               |
| 11 / 05 / 13  | 36      | FC Sochaux-Montbéliard   | dom. | 0-2      |                                          | 29     | 20e   | 12239     |               |
| 18 / 05 / 13  | 37      | Paris Saint-Germain      | ext. | 3-1      | Benschop 81e                             | 29     | 20e   |           |               |
| 26 / 05 / 13  | 38      | AS Nancy-Lorraine        | dom. | 1-2      | Benschop 91e                             | 29     | 20e   |           |               |

### Coupe de la Ligue
Le club fait son apparition au stade des 16èmes de finale prévues les 25 et 26 septembre 2012.
| Date         | Tour               | Adversaire         | Lieu | Résultat | Buteurs Brest             | Affluence | % remplissage | Rapport |
| 25 / 09 / 12 | Seizième de finale | OGC Nice (Ligue 1) | dom  | 2-4      | Ospina 26e csc, Ayité 54e |           |               |         |

### Coupe de France
Le club joue la coupe à partir de janvier 2013, lors des 32e de finale.
| Date           | Tour          | Adversaire           | Lieu                                     | Résultat        | Buteurs Brest                          | Affluence | % Remplissage | Rapport |
| 06 / 01 / 13   | 32e de finale | Luçon FC (CFA)       | Stade Henri Desgranges, La Roche-sur-Yon | 1-1, 2-4 t.a.b. | Dernis 41e                             |           |               |         |
| 23 / 01 / 13   | 16e de finale | CA Bastia (National) | Stade Armand-Cesari, Furiani             | 1-3             | Martial 68e Benschop 81e Ben Basat 89e | 2000      |               |         |
| 27 / 02 / 2013 | 8e de finale  | FC Lorient (Ligue 1) | Stade du Moustoir, Lorient               | 3-0             |                                        |           |               |         |

### Matchs amicaux
| Date         | Adversaire                        | Lieu       | Résultat | Buteurs Brest                       | Affluence | Rapport |
| 06 / 09 / 12 | Niort (Ligue 2)                   | Theix      | 0-2      |                                     |           |         |
| 13 / 10 / 12 | En Avant Guingamp (Ligue 2)       | Trebeurden | 3-0      | Dernis 1re, Benschop 14e Chafni 90e |           |         |
| 02 / 01 / 13 | Stade plabennécois Football (CFA) | Plabennec  | 1-2      | Benschop 38e 77e                    |           |         |

### Meilleurs buteurs
mise à jour en date du : 23 septembre 2012 
| Position | Nom                | Buts en L1 | Buts en C.F | Buts en C.L | Total Buts |
| -------- | ------------------ | ---------- | ----------- | ----------- | ---------- |
| 1        | Eden Ben Basat     | 9 (3 sp)   | 1           | 0           | 10         |
| 2        | Charlison Benschop | 5          | 1           | 0           | 6          |
| 3        | Florian Raspentino | 4          | 0           | 0           | 4          |
| -        | Jonathan Ayité     | 2 (1 sp)   | 0           | 1           | 3          |
| 5        | Kamel Chafni       | 2          | 0           | 0           | 2          |
| -        | Paul Baysse        | 2          | 0           | 0           | 2          |
| -        | Larsen Touré       | 2          | 0           | 0           | 2          |
| -        | Benoît Lesoimier   | 2          | 0           | 0           | 2          |
| -        | Geoffrey Dernis    | 1          | 1           | 0           | 2          |
| 10       | Bruno Grougi       | 1          | 0           | 0           | 1          |
| -        | Johan Martial      | 0          | 1           | 0           | 1          |

## Autres équipes

### CFA 2
Entraîneur : Stéphane Nado
Gardiens : Arthur Desmas
Défenseurs : Bastien Boulonnois, Brendan Chardonnet, Antoine Cirefice, Geoffrey Fontaine, Pierre Germain, Thibault Kérivel, Thomas Lousse
Milieux : Valentin Henry, Lionel Hertu, Florian Julien, Francis Longomba, José Mabusa, Benoît Matte, Andy Pincon, Victor Rousseau
Attaquants : Alexandre Ballard, Endhumou Chanfi, Alexis Garnier